# Edu Sousa
Eduardo Daniel Sousa Iglesias (Tuy, 15 de julio de 1991), conocido como Edu Sousa, es un futbolista español. Juega en el Pontevedra CF de la Segunda RFEF

## Carrera

### Futbolista
Se inició en las categorías inferiores del CD Areosa de Vigo. Pasó también por las categorías inferiores del RC Celta de Vigo y del Atlético de Madrid, en juveniles ficha por el Deportivo de la Coruña, en 2011 debuta con su filial en Tercera División.
En verano de 2012, ficha por el Pontevedra Club de Fútbol para jugar en su filial en Regional Preferente. En la temporada siguiente, pasaría a formar parte del primer equipo y esa misma temporada se consolida como titular en la portería granate, donde juega el play-off de ascenso a Segunda División B tras haber finalizado en cuarta posición. En el play-off de ascenso, el Pontevedra Club de Fútbol logra llegar a la última eliminatoria de la fase, pero es eliminado.
En la temporada 2014-15, logra el tan ansiado ascenso a Segunda División B de España siendo pieza clave del equipo y haber quedado zamora del grupo primero de la Tercera División. En la temporada 2015-16 debuta en Segunda División B de España con el Pontevedra Club de Fútbol.
En enero de 2016 se convierte en el segundo capitán del equipo tras las marchas de Tubo y Sergio Lloves.
En la temporada 2020-21, firma por el CF Talavera de la Reina de la Segunda División B de España.
El 29 de junio de 2022, firma por el R. C. Deportivo de la Coruña de la Primera División RFEF.

## Estadísticas
| Club                             | Categoría                                | País   | Año             | Partidos | Goles |
| -------------------------------- | ---------------------------------------- | ------ | --------------- | -------- | ----- |
| Deportivo B                      | Segunda División B                       | España | 2010-2011       | 0        | 0     |
| Deportivo B                      | Tercera División                         | España | 2011-2012       |          |       |
| Pontevedra CF B                  | Regional Preferente                      | España | 2012-2013       | 35       | 43    |
| Pontevedra CF                    | Tercera División                         | España | 2012-2013       | 0        | 0     |
| Pontevedra CF                    | Tercera División                         | España | 2013-2014       | 39       | 27    |
| Pontevedra CF                    | Tercera División                         | España | 2014-2015       | 37       | 24    |
| Pontevedra CF                    | Segunda División B                       | España | 2015-2016       | 33       | 33    |
| Pontevedra CF                    | Segunda División B                       | España | 2016-2017       | 39       | 38    |
| Pontevedra CF                    | Segunda División B                       | España | 2017-2018       | 37       | 45    |
| Pontevedra CF                    | Segunda División B                       | España | 2018-2019       | 37       | 38    |
| Pontevedra CF                    | Segunda División B                       | España | 2019-2020       | 29       | 40    |
| CF Talavera de la Reina          | Segunda División B/Primera División RFEF | España | 2020-2022       |          |       |
| Real Club Deportivo de La Coruña | Primera División RFEF                    | España | 2022-2023       |          |       |
| Pontevedra CF                    | Segunda División RFEF                    | España | 2023-Actualidad |          |       |